# Bramanesimo
Con il termine Bramanesimo, gli storici e gli orientalisti intendono la dottrina dell'India generatasi intorno all'ultima letteratura vedica, quella inerente ai Brāhmaṇa e alle Upaniṣad. Esso rappresenta lo sviluppo del Vedismo e si avvia intorno al IX secolo a.C., terminando nei primi secoli della nostra Era con l'ingresso dell'Induismo.
Il passaggio dal Vedismo al Bramanesimo corrisponde alla progressiva sostituzione delle figure sacerdotali coinvolte nei riti sacrificali. Se nel primo Veda, il Ṛgveda, l'officiante delle libagioni è l'hotṛ, accompagnato da altre figure sacerdotali minori, con il passare dei secoli e con l'elaborazione dottrinale all'interno degli stessi Veda, sopraggiunge la figura dell'udgātṛ  il cantore degli inni del Sāmaveda, sostituito poi anch'esso come figura sacerdotale primaria dallo adhvaryu, il mormorante dei mantra relativi allo Yajurveda e, infine con il Bramanesimo, dal bramino, l'ultimo dei sacerdoti che sovrintendeva alla correttezza del rito riparando a qualsiasi errore, e detentore dell'ultimo Veda, l'Atharvaveda.